# Böse Menschen – Böse Lieder
Böse Menschen – Böse Lieder ist das zweite Studioalbum der deutschen Rockband Böhse Onkelz. Es erschien im Februar 1985 über das Label Rock-O-Rama Records und steht nur noch mit den Liedern Hässlich, brutal und gewalttätig, 7 Tage ohne Sünde und Hass in der Oi!-Tradition. Auch optisch begannen die Onkelz sich langsam von der Oi!-Szene abzugrenzen. Das Album verkaufte sich zur Erscheinungszeit etwa 4000 Mal.

## Entstehungsgeschichte
Das Album wurde im Februar 1985 in den MTV Studios Frankfurt aufgenommen.
Für das Album wurde ein VHS-Video produziert, in dem die Band das Album live vor einer Kamera einspielte.

## Covergestaltung
Das Albumcover zeigt eine schwarz-weiße Zeichnung von Quasimodo, der im rechten Arm Esmeralda und im linken Arm ihre Ziege hält und davonrennt. Die Zeichnung stammt aus einer „Der Glöckner von Notre Dame“-Fortsetzungsserie von der „Pilot“-Comicserie. Über dem Bild steht der Bandname Böhse Onkels in weißer Schrift auf rotem Grund. Er weicht hier von der eigentlichen Schreibweise (Böhse Onkelz) ab. Am unteren Bildrand steht in Old English (Schriftart) der Titel Böse Menschen – böse Lieder, der Hintergrund ist weiß.

## Titelliste
| #  | Titel                            | Länge |
| -- | -------------------------------- | ----- |
| 1  | Heute trinken wir richtig        | 4:52  |
| 2  | Das Signum des Verrats           | 4:47  |
| 3  | Stunde des Siegers               | 4:59  |
| 4  | Was kann ich denn dafür...       | 2:39  |
| 5  | Ein Mensch wie du und ich        | 1:49  |
| 6  | Keiner wusste wie’s geschah      | 4:55  |
| 7  | Hässlich, brutal und gewalttätig | 3:08  |
| 8  | Nennt mich Gott                  | 4:13  |
| 9  | 7 Tage ohne Sünde                | 2:57  |
| 10 | Hass                             | 3:17  |

## Versionen
Neben der Originalversion existieren verschiedene Bootlegversionen des Albums, die um sogenannte „Raritäten“ ergänzt wurden. Unter anderem sind auf ihnen die Stücke vom Sampler Soundtracks zum Untergang 2, die Titel vom Rock-O-Rama-Sampler No Surrender Vol. 2, der Lügenmarsch-Picture-Disc, der Single Finde die Wahrheit sowie zwei unveröffentlichte Lieder enthalten. Daneben erschienen eine Picture-Disc-Version sowie eine Zusammenfassung mit dem Nachfolger Mexico.

## Informationen zu einzelnen Liedern
Heute trinken wir richtig
Eins der für die frühen Jahre onkelztypischen Trinklieder. Das im Song abgekürzte Zitat „So ein Tag (so wunderschön) wie heute, (so ein Tag) der dürfte nie vergehen“ kommt aus einem Mainzer Karnevalslied von 1954.
Das Signum des Verrats
Der Text beschreibt eine Person, die aufgrund ihres Verhaltens ein „Signum des Verrats“ (Signum = Zeichen) trägt, welches diese, wenn auch nicht für das menschliche Auge sichtbar, durch soziale Eigenschaften „prägt“. Diese Prägung findet laut Text Ausdruck im Verraten von freundschaftlichen Beziehungen gegen finanzielle Vorteile, dem Spinnen von Intrigen und einem nicht näher beschriebenen sogenannten „schleimigen Wesen“.
In einem Interview, welches 1987 im Buch Skinheads in Deutschland von Markus Eberwein und Josef Drexler veröffentlicht wurde, äußerte sich die Band folgendermaßen zur Bedeutung des Liedes:

„Die Sozialarbeiter von Fußball-Fanprojekten holen sich Leute raus, die labiler und nicht gefestigt sind, und die Angst haben, mit der Polizei zu tun zu bekommen, und nutzen deren Hilflosigkeit aus, um aus ihnen was rauszupressen.“

„Das ist Plaudern, da fehlt nur noch die grelle Lampe und angekettet, und: 'Sag, wo sind die Mörder', nur super getarnt. 'Komm, rauch eine mit mir, hey, du bist echt ein guter Junge'.“

„'Nenn mich du', und dann fangen die Bullen an: 'Kannste ein paar Vornamen nennen?'. Und darüber geht auch z. B. das Lied 'Signum des Verrats'. Wenn wir früher mit hundert Skins zusammen waren, in Hochzeiten, da wussten wir genau, dass wir uns von den hundert auf zwanzig verlassen könnten, wenn es darauf ankommt, und auf den Rest ist drauf geschissen, ist zwar traurig, ist aber auch wahr!“

Das Stück wurde im Jahr 2000 für die Maxi-CD-Veröffentlichung von Dunkler Ort erneut eingespielt.
Teile aus diesem Song, vor allem der Titel, wurde in den 1990er Jahren von neonazistischen Bands wie Landser gegen die Band verwendet. In deren Song „KPS“ wird beispielsweise auf dieses Lied angespielt: „Kennt ihr noch eure alten Lieder? Hören wollt ihr sie nicht, denn das Signum des Verrats steht euch mitten im Gesicht“.
Stunde des Siegers
Dieses Lied beschreibt, dass man auch als Außenseiter eines Tages der große Gewinner sein kann, der über alle anderen triumphiert. Der Titel des Liedes ist eine Anlehnung an den gleichnamigen Film „Die Stunde des Siegers“.
Was kann ich denn dafür...
Der Text enthält Referenzen auf den Schlager Was kann der Sigismund dafür, dass er so schön ist von Robert Gilbert.
Ein Mensch wie du und ich
Dieses Lied erzählt die Geschichte eines Mörders, der seinen Opfern in „dunklen Ecken“ auflauert.
Keiner wusste wie’s geschah
Der Text enthält Anspielungen auf das Gedicht Die Gesänge von Johann Gottfried Seume.
Hässlich, brutal und gewalttätig
Neonazismusvorwürfe der Medien bezüglich der Skinheadszene werden in diesem Lied thematisiert. „Tragen alle Hakenkreuze, Skinheads haben nur Gewalt im Sinn, ist es das, was ihr hören wolltet, dass wir hirnlose Schläger sind?“ „In den Medien steht es immer wieder, dass wir Schlägertrupps für Nazis sind, doch wir haben uns nichts vorzuwerfen, denn es ist ihr Gerede, das stinkt!“. Ironischerweise wurde der kritische Text mehrmals von der Zeitschrift Der Spiegel als Beleg für die angeblich neonazistische Gesinnung der Band und zweimal als Überschrift für Berichte über rechtsextreme/neonazistische Teile der Oi!-Szene verwendet.
Nennt mich Gott
Nennt mich Gott setzt sich kritisch mit Religionen auseinander.
7 Tage ohne Sünde
In diesem Lied geht es um eine nicht namentlich genannte Geschlechtskrankheit. Das Lied hat einen Ska-Beat.
Hass
In diesem Stück drückt der Texter seinen „Hass“ auf von ihm empfundene soziale Missstände aus, die seines Erachtens von Politikern verursacht werden. Er beklagt, diese würden nichts für das Wohl des Volkes tun und stellt für sich ein Ungleichgewicht an der Tatsache fest, dass auf der einen Seite immer mehr Jugendliche keine Arbeit fänden (und dieser Zustand bereits als „normal“ angesehen würde), während auf der anderen Seite „die Reichen immer reicher“ würden.

## Singleauskopplungen
Die Rock-o-Rama-Tochter Street Rock’n’Roll koppelte 1989 die Stücke Hass und Was kann ich denn dafür... als Single aus. Die Veröffentlichung wurde von der Band nicht autorisiert.